# هليول (بيدفوردشير)
هليول (بالإنجليزية: Holywell, Bedfordshire)‏ هي قرية تقع في المملكة المتحدة في بيدفوردشير.